# Microsciurus mimulus
Lo scoiattolo nano occidentale (Microsciurus mimulus Thomas, 1898) è un piccolo scoiattolo arboricolo originario delle regioni nord-orientali del Sudamerica.

## Tassonomia
Attualmente, gli studiosi riconoscono tre sottospecie di scoiattolo nano occidentale:
- M. m. mimulus Thomas, 1898 (Ecuador);
- M. m. boquetensis Nelson, 1903 (Panama, Provincia di Chiriquí);
- M. m. isthmius Nelson, 1899 (Colombia).

## Descrizione
Con una lunghezza di 33–42 cm e un peso di 120 g, lo scoiattolo nano occidentale è una specie di piccole dimensioni. Le orecchie sono corte e non sporgono al di sopra della sommità del capo. La colorazione del dorso è marrone scuro o rossastra, finemente screziata di verde oliva. Alcuni esemplari presentano una caratteristica striscia larga di colore nero lungo la spina dorsale. La parte superiore della testa è dello stesso colore del dorso. La regione ventrale è ricoperta da folti peli di colore arancio. La coda è molto più corta del corpo. I sessi sono simili.

## Distribuzione e habitat
Lo scoiattolo nano occidentale si incontra dalle regioni occidentali di Panama, compresa la regione del Darién, fino all'Ecuador nord-occidentale, attraverso la Colombia occidentale. Predilige le foreste pluviali tropicali primarie, ma talvolta si spinge al limitare della foresta.

## Biologia
È una specie diurna, sia arboricola che terricola. Vive da sola o in coppia. Si nutre del lattice di certi alberi e degli insetti e degli altri artropodi che riesce a trovare sul tronco degli alberi e tra gli arbusti.

## Conservazione
Sebbene sia piuttosto suscettibile alla deforestazione, è ancora molto diffuso e la IUCN lo inserisce tra le specie a rischio minimo.